# Филипп (сын Балакра)
Филипп (др.-греч. Φίλιππος) — военачальник армии Александра Македонского.

## Биография
Родился после 360 года до н. э. в семье знатного македонянина Балакра, который в течение жизни был личным телохранителем-соматофилаком Филиппа II (предположительно) и Александра. Впервые в источниках упомянут в качестве одного из таксиархов, которому Александр поручил перевезти добычу, захваченную у гетов во время кампании 335 года до н. э., в македонский лагерь. В 334 году до н. э. во время битвы при Гранике руководил полком на левом фланге.
В битве при Гавгамелах 331 года до н. э. Филипп руководил таксисом Аминты, так как тот был отправлен в Македонию за подкреплениями. Арриан, в отличие от других источников, утверждал, что этим подразделением македонской армии во время сражения командовал брат Аминты Симмий.
В письменных источниках персонаж больше нигде не упомянут. Согласно одному из предположений, именно Филипп, сын Балакра, упомянут в надписи, которая перечисляет советников, которых в 314—312 годах до н. э. Антигон отправил к сыну Деметрию. Также, не исключено, что он идентичен фрурарху Сард на службе у Антигона I Одноглазого.